# アウトラン
『アウトラン』(OutRun)は、セガが1986年に稼働開始したアーケード用ドライブゲーム。
セガ・マークIII、MSX2、PCエンジン、メガドライブ、ゲームギアなど多数の家庭用ゲーム機に移植された他、日本国外ではAmiga、Amstrad CPC、Atari ST、ZX Spectrum、コモドール64、PC/AT互換機などにも移植された（これらの詳細は、本項の#移植版などを参照）。
ゲーム誌『ゲーメスト』（新声社）誌上で行われていた「第1回ゲーメスト大賞」において大賞4位、『ゲーメスト』読者の人気投票によるゲーメストムック『ザ・ベストゲーム』では第11位、『ファミコン通信』の「クロスレビュー」においてはメガドライブ版が合計30点でシルバー殿堂入りを獲得した（「#評価」も参照）。

## 概要
セガは1985年にリリースした体感ゲーム『ハングオン』が大ヒットしたことを受け、同種の大型可動型アーケードゲーム開発に注力、『ハングオン』以降に出た『スペースハリアー』（1985年）、『エンデューロレーサー』（1986年）に続く「体感ゲーム」第4弾として本作がリリースされた。『アフターバーナー』（1987年 体感ゲーム第6弾）と並ぶ「体感ゲーム」シリーズの代表作である。
一般的に「ドライブ(テレビ)ゲーム」と言えば、他車と「競い」トップを目指すレースゲームである事が多いが、このゲームはそれだけではなく日本国外の公道をステージとし、異国の光景と本作のために作曲された数々の音楽と共に運転自体を「楽しむ」という要素が多分に含まれる。
決められたコースを走るのではなく、コース内にいくつもの分岐点があり、行きたい方向が自分で選べるようになっている。その中で、日常で使っている速度を越えた時の感情が表現されている。「これまでのゲームを越える。さらに、現実的な速度によって越える、という二つの意味をこめて、『アウト・ラン』にしたい」と鈴木裕は述べている。
このゲーム性とは別に、ゲーム内には俗に「スーパーカー」（現在では「ビンテージカー」など）とも呼ばれていた海外の名車を想起させる姿で描かれた登場する、数々のマシン（自動車）も大きな魅力のひとつである。自車はフェラーリ・テスタロッサをモチーフにしており、ゲーム上の最高速も当時のテスタロッサが公式発表していた293km/hであった。なお、コース上に登場する一般車両はフェラーリ・365GTS/4デイトナ、フェラーリ・288GTO、フォルクスワーゲン・ゴルフ、シボレー・コルベットなどに似たものが見られる。そしてアーケード版の真っ赤なボディに大きな画面とスピーカーを備え付けた可動筐体（デラックス/スタンダードタイプ）は多くの人の関心を集めた（アーケード版の筐体各種詳細は#開発を参照）。
ソフト面では新・旧2種類のバージョンが存在し、それぞれステージ構成が異なる。日本国内では、出荷時期の違いによって両方のバージョンが流通した。海外では新バージョンのみのため、旧バージョンは国内版、新バージョンは海外版とも呼ばれる。
2025年にはマイケル・ベイ監督、内海州史・製作総指揮で映画化されることが発表された。

## ゲーム内容
各所を舞台にフェラーリ・テスタロッサ風のオープンカー。を運転し、制限時間内に次のチェックポイントに到着する。全部で5ステージ。1 - 4ステージの後半には分かれ道が現れ、どちらかを選択するかによって、16通りのルートが選べる。そして、ルートによって最後の演出が異なる
（以下国内版のもの）
| COCONUTS BEACH - |                     |                  |                 | - VINE YARD    |
| COCONUTS BEACH - |                     | - WILDERNESS -   |                 |                |
| COCONUTS BEACH - |                     | - DESERT -       |                 | - DEATH VALLEY |
| COCONUTS BEACH - | - WHEAT FIELD -     |                  | - OLD CAPITAL - |                |
| COCONUTS BEACH - |                     | - ALPS -         |                 | - STONE HILL   |
| COCONUTS BEACH - | - CLOUDY MOUNTAIN - |                  | - BIG GATE -    |                |
| COCONUTS BEACH - |                     | - WALLS -        |                 | - DUAL WAY     |
| COCONUTS BEACH - |                     | - SEASIDE TOWN - |                 |                |
| COCONUTS BEACH - |                     |                  | - LAKE SIDE     |                |

### システム
- ハンドル（左右の反力はスプリングによる。コースアウト時には振動する。）
- アクセル（アナログ制御）
- ブレーキ（アナログ制御）
- シフトレバー（Lo/Hiの2速式。オートマ無し）

### ハイスコアに関するエピソード
このゲームにはハイスコア集計に影響を与えた裏技として、プレイヤーがエンジンギアチェンジを連続して行うことで、自車がコースから外れても速度が低下しないという現象を人為的に発生させる、俗に「ギアガチャ」と呼ばれる行為が有名である。ギアガチャの習得は多少のコツは要るがさほど困難なものではなく、通常のプレイではありえない大胆なショートカットを行う事が可能となる。しかしプログラミングのバグを利用した開発スタッフが想定していない技なので、セガ社員・片桐大智が後年受けたインタビューによると、挙動部分のプログラマースタッフに当時「ギアガチャ」の話を振ったところ苦い顔をしたという。
これを用いた走法が発見・使用されると、それまでの全国集計ハイスコアランキングが一変した。そしてこの技が雑誌『ゲーメスト』や『マイコンBASICマガジン』などで紹介され、波打ち際や、コーナーイン側の障害物の更にイン側を最高速で走るという（普通のプレイしかしたことのない人には）衝撃的な画面写真と共に、全国のゲーマーの間に広まって行った。
さらに、スタート直後とクラッシュからの再発進時に車両の回転数を合わせて発進と同時にアクセルを踏み込み、前述のギアガチャと絶妙なタイミングで組み合わせると最高速が通常を超え「294 km/h」になるという裏技も発見された。前述の「ギアガチャ」のようにグラベルに乗る手前と乗った後で行うだけでなく、ターマック上でもギアガチャを継続的に行えば294km/hは維持できるという。成功にはかなりシビアなタイミングが必要であったが、上手くいけばゴール時に残るタイムがそれまでのものとは比較にならないほど多くなり、ゴール時のタイムボーナスが加算されればハイスコアも必然的にアップする。技の存在を知ったプレイヤーは事故を起こすかゴールするまでの間を常に「ギアガチャ」と組み合わせて行い、記録は更に塗り替えられていった。
後年の家庭用ゲーム機に移植された版では、全く再現されなかったり、ほぼ再現可能にしてあったりと、まちまちになっている（一例としてセガサターン版では1ヶ所だけ再現されていない。3DS（『セガ3D復刻アーカイブス』収録版）・Switch版では完全再現されている）。
なお、これらギアガチャ系の裏技をオリジナルのゲーム筐体で行うことはパーツに著しいダメージを与えるため、プレイさせる側（ゲームセンターの経営者など）にとっては好ましいものではなかった（「ガチャ禁止」というルールをプレイヤーにお願いした店もあった）。

### 変わった遊び方など
チキンレース
よく目立つ看板や建物めがけて飛び込んで、ギリギリで停車させることを競う。場合によってはスピンさせて停車させることを条件とすることもあった。接触すれば失格。
ゼロクリア
各コースのゴールラインは明示されていない。これを活かし、残り時間が0になる直前にゴールラインを踏むようにする。踏めなければ失格。

## 移植版
| No. | タイトル                                  | 発売日                                     | 対応機種                               | 開発元                | 発売元                 | メディア                          | 型式                   | 売上本数 | 備考                                                           |
| --- | ----------------------------------------- | ------------------------------------------ | -------------------------------------- | --------------------- | ---------------------- | --------------------------------- | ---------------------- | -------- | -------------------------------------------------------------- |
| 1   | アウトラン                                | 1987年6月30日 1987年10月                   | セガ・マークIII                        | セガ                  | セガ                   | 2メガビットロムカセット           | G-1326 7003 MK-7003-50 | -        |                                                                |
| 2   | OutRun                                    | 1987年12月                                 | Amiga Amstrad CPC Atari ST ZX Spectrum | Probe Software        | Mindscape              | フロッピーディスク カセットテープ | -                      | -        |                                                                |
| 3   | OutRun                                    | 1987年12月                                 | コモドール64                           | Amazing Products      | Mindscape              | フロッピーディスク カセットテープ | -                      | -        |                                                                |
| 4   | アウトラン                                | 1988年10月21日                             | MSX2                                   | セガ                  | ポニーキャニオン       | ロムカセット                      | R68Y5814               | -        |                                                                |
| 5   | OutRun                                    | 1989年                                     | PC/AT互換機                            | Unlimited Software    | Mindscape              | フロッピーディスク                | -                      | -        |                                                                |
| 6   | アウトラン                                | 1990年12月21日                             | PCエンジン                             | 電波新聞社            | NECアベニュー          | 4メガビットHuCARD                 | NAPH-1016              | -        |                                                                |
| 7   | アウトラン                                | 1991年8月9日 1991年 1991年10月             | メガドライブ                           | ヘルツ                | セガ                   | 8メガビットロムカセット           | G-4052 1125 1125-50    | -        |                                                                |
| 8   | アウトラン                                | 1991年8月9日 1991年11月                    | ゲームギア                             | セガ                  | セガ                   | 1メガビットロムカセット           | G-3213 2310            | -        | 対戦ケーブル対応 『名作コレクション』として1993年7月23日再発売 |
| 9   | SEGA AGES アウトラン                      | 1996年9月20日                              | セガサターン                           | ゲームのるつぼ        | セガ                   | CD-ROM                            | GS-9110                | -        |                                                                |
| 10  | セガアーカイブス フロム USA Vol.1         | 2000年6月23日                              | Windows 95/98                          | セガ                  | セガ                   | CD-ROM                            | HCJ-0191               | -        | メガドライブ版の移植                                           |
| 11  | シェンムーII                              | 2001年9月6日 2001年11月23日                | ドリームキャスト                       | SEGA-AM2              | セガ                   | GD-ROM                            | HDR-0179 MK-51184-50   | -        | ミニゲームとして収録                                           |
| 12  | シェンムーII                              | 2002年10月28日 2003年3月21日               | Xbox                                   | SEGA-AM2              | セガ                   | DVD-ROM                           | Z10-00001 Z10-00009    | -        | ミニゲームとして収録                                           |
| 13  | アウトラン                                | 2003年2月25日                              | EZアプリ                               | ソニックチーム        | セガ                   | ダウンロード (SEGA AGES)          | -                      | -        |                                                                |
| 14  | SEGA ARCADE GALLERY                       | 2004年8月18日                              | ゲームボーイアドバンス                 | ビッツラボラトリー    | THQ                    | ロムカセット                      | -                      | -        |                                                                |
| 15  | セガエイジス2500シリーズVol.13 アウトラン | 2004年5月27日                              | PlayStation 2                          | セガ                  | スリーディー・エイジス | CD-ROM                            | SLPM-62675             | -        | アレンジ移植                                                   |
| 16  | アウトラン2                               | 2005年1月27日 2004年10月25日 2004年10月1日 | Xbox                                   | SEGA-AM2 Sumo Digital | セガ                   | DVD-ROM                           | V3N-00002 ABG-00001    | -        | 隠しゲームとして収録                                           |
| 17  | アウトラン                                | 2007年11月14日                             | Yahoo!ケータイ                         | セガ                  | セガ                   | ダウンロード （セガエイジス）     | V3N-00002 ABG-00001    | -        | アーケード版の移植                                             |
| 18  | 3D アウトラン                             | 2014年4月23日 2015年3月12日                | ニンテンドー3DS                        | エムツー              | セガ                   | ダウンロード                      | -                      | -        | アーケード版の移植                                             |
| 19  | 龍が如く0 誓いの場所                      | 2015年3月12日                              | PlayStation 3 PlayStation 4            | 龍が如くスタジオ      | セガゲームス           | BD-ROM ダウンロード               | -                      | -        | 3DS版の移植 ミニゲームとして収録                               |
| 20  | 龍が如く6 命の詩。                        | 2016年12月8日                              | PlayStation 4                          | 龍が如くスタジオ      | セガゲームス           | BD-ROM ダウンロード               | -                      | -        | 3DS版の移植 ミニゲームとして収録                               |
| 21  | 北斗が如く                                | 2018年3月8日                               | PlayStation 4                          | 龍が如くスタジオ      | セガゲームス           | BD-ROM ダウンロード               | -                      | -        | 3DS版の移植 ミニゲームとして収録                               |
| 22  | SEGA AGES アウトラン                      | 2018年11月29日                             | Nintendo Switch                        | エムツー              | セガゲームス           | ダウンロード                      | -                      | -        | アーケード版の移植                                             |
| 23  | Arcade1UP Outrun™ Seated Arcade Cabinet   | 2020年12月                                 | Arcade 1UP 専用筐体                    | 未詳                  | Arcade 1UP             | プリインストール                  | -                      | -        | アーケード版の移植 4タイトル収録の1作                          |
| 24  | アウトラン                                | INT 2022年10月27日                         | メガドライブ ミニ2 SEGA Genesis Mini 2 | エムツー              | セガ                   | プリインストール                  | HAA-2524 MK-16310      | -        | メガドライブ版の移植                                           |

### 家庭用据え置き型ゲーム機
セガ・マークIII/マスターシステム
全体的にキャラクターが小さく、ラスタ処理により道を表示している仕様上、ステージ分岐時は左右の道が1ラインごとに交互に描画される。
FMサウンドユニット発売前に出たソフトであり、パッケージなどに表記はないものの、非公式に対応している。
また、パドルコントロールにも対応しておりハンドルのアナログ操作が可能。ただしボタンが1つのみのためにボタンを押すとアクセル・離すとブレーキとなり、ギアシフトはオートマとなる。
PCエンジン
NECアベニューからHuCARDで発売された。ルートが海外バージョンの仕様となっており、移植は電波新聞社でFM-7への移植ソフトを多く手がけた、紅林俊彦の手による。
ゲーム画面上にタイトルが表示されないほか、コースレコードやスコアなどが画面外上部の黒枠内に表示されている。
また、ハードウェアの制約により、ラスタ処理によってコースを描画していることから、ステージ分岐時は1ラインごとに交互に描画されているため道が点滅して見えたり、背景や道路脇の看板・花畑・草原といったオブジェクトの種類が減少しスプライトで補えない分は省略され、分岐後にステージ合流する演出が削除されていたり車が吹っ飛んだ際にドライバーと助手席の女性が消えてしまう、チェックポイント時のボイスがカットされているなどアーケード版と異なる部分がある。
メガドライブ
移植はヘルツが担当。元請けはシムス。ゲーム中のメインBGMに1曲新曲「STEP ON BEAT」が追加、後年、Nintendo Switchへの移植版でも使われた。FM音源を搭載しているメガドライブの本領発揮とも言えるサウンドの再現度が評価されている。
ハードウェアとしてBGが2プレーンあることで、スプライトを併用し海や合流地点などが再現されている。
ハードウェアの制約により、全体的な色数の減少やオブジェクトの省略、車のエンジン音がカットされている他、ステージ分岐時に画面が暗転したりチェックポイント時にBGMが途切れたりするなど、アーケード版と異なる点がある。跳ね馬のリアエムブレムがアーケード版のように車の動きに合わせて左右反転しないように修正されている。
家庭用移植なので動く筐体など存在せず、コントローラーは0か1のデジタル入力なので流石に操作面におけるアーケード版の完全再現とはいかなかった。それでもアーケード版に憧れていた当時のファンを喜ばせ、メガドライブ作品中の名作として名前が残っている。
セガサターン
移植はゲームのるつぼが担当。オプションで国内バージョン・海外バージョンを選択できる他、アーケード版以上の低難易度「エキストライージー」やオートマチック変速機能の設定が可能。
隠しモードとして60fps（オリジナルのアーケード版は30fps）で描画する「スムースモード」及び、グリップ力の大幅向上機能が用意されており、オリジナルを超えた完成度として話題に。
またサウンド面でも、オリジナルに加えてゲーム中の3曲とネームエントリーの「LAST WAVE」の計4曲を、作曲者であるHiro自らがアレンジしたものをCD-DA形式にて収録している。なお、スペースハリアーと同様に、初期ロットは最終モデルのセガサターン本体では正常に動作せず起動時のセガのロゴでフリーズするバグがある。自車等のグラフィックの差し替えは無し。
ドリームキャスト
『シェンムーII』（2001年）のミニゲーム及び書籍『鈴木裕ゲームワークスVOL.1』に収録。
Xbox版『アウトラン2』の隠しゲームを除く今作以降で自車がテスタロッサではない赤い車に差し替えられており、一般車両のフォルクスワーゲン・タイプ1とポルシェ・911のグラフィックも変更されている。
BGMはドリームキャストの内部音源で演奏されている為、アーケード版とは音色が大きく異なっている。2018年にPS4で発売されたシェンムーI&IIではBGMがアーケード版と同様の音源に変更されている。
PlayStation 2（セガエイジス2500シリーズVol.13）
スプライトを駆使した疑似3Dではなく3Dポリゴンでのリメイク。自車がテスタロッサではない赤い車になっている。「アレンジ」という新規モードが追加されてあり、新規ステージやライバルカーの追加がされてあり、ステージ構成はひし形のような形になっており、どのルートでも最後のステージは同じステージにたどり着く。また、3曲のアレンジ版も追加された。
Xbox
『アウトラン2』（2003年）に隠しゲームとして収録。ミッションモードをすべてクリアするかプレイ時間が50時間以上になるとプレイ可能になる。
フェラーリのライセンスを取得している為、自車はテスタロッサとなっているが、一部一般車両のグラフィックがドリームキャスト版と同じグラフィックに変更されている。
PlayStation 3/PlayStation 4
前述した『シェンムー』同様、以下の作品内において特定のシチュエーションで遊べる「ミニゲーム」として収録されている（いずれも3DS版をベースとした移植とされているが、独自要素は省略され、アーケード版ほぼそのままの仕様）。
- 『龍が如く0 誓いの場所』（2015年）
- 『龍が如く6 命の詩。』（2016年）
- 『北斗が如く』（2018年）

『北斗が如く』のみ作品の世界観を反映したゲームデザインになっているため、実際にプレイするには荒野でバギーを走らせて探索し、その上でコンテナを発掘して中の筐体を発見。さらに筐体をゲームセンターに届けるといった幾度の手間をかけなくてはならない。
Nintendo Switch
2018年より展開された新生SEGA AGESシリーズ第3弾として移植・リリース。先に発売された3DS版と移植担当企業が同じであることから、3D映像でない以外はそれに近い仕様である。Switch版の独自要素としては、本体付属コントローラー「Joy-Con」の機能を生かし、それぞれのコントローラーを右・左手に持ち、プレイ時は自動車のステアリングに見立てて傾ける形で自車の操作が出来る「ジャイロ操作」の実装と、走行時に流れるBGMが、オリジナルの3曲と3DS版の新曲2つに加え、4曲が追加収録され全部合わせて9曲から選べることである。追加収録の4曲は以下の通り。
- MD版から「STEP ON BEAT -ARCADE EDITION-」
- 『アウトラン2 スペシャルツアーズ』から「RADIATION -NOSTALGIC VER.-」
- 『アウトラン3-D』から「MIDNIGHT HIGHWAY -PLAYBACK-」
- 「DRIVER'S MEGAMIX VOL.1」※ アーケード版BGMを1980年代のシンセサイザーで演奏した感じに仕上げたメドレー曲。VOL.2は無い。

「MIDNIGHT HIGHWAY -PLAYBACK-」と「DRIVER'S MEGAMIX VOL.1」のみストリーミング演奏、それ以外の7曲はオリジナルアーケード基板の音源をエミュレートしたSwitchの内蔵音源で鳴らしている。プレイ開始前に「ドライバー」がゲーム画面内で行うサウンドセレクト時、エミュレートで鳴らしている曲はアーケード版通りにラジオのダイヤルを回し、ストリーミング演奏曲はその曲が録音されているカセットテープを取り出して見せるという演出になっている。
Arcade 1UP
北米地域を中心に展開している、往年の（海外版）アーケードゲーム筐体をダウンサイジングしたレプリカ筐体シリーズ「Arcade 1UP」の一つとして移植。セガライセンスも取得したセミオフィシャル商品としてリリースされている。筐体は可動せず、アーケード版の「アップライトタイプ」下部を短くしたような形状。「スタンダードタイプ」の座席部分に似せたベンチ（一応は着席可能）も同梱されており、これを本体の側に置けばオリジナル筐体に近い見た目になる。本作のほか、『ターボアウトラン』『アウトランナーズ』『パワードリフト』の全4タイトルがプリインストールされている（すべて海外版）。

### 携帯型ゲーム機
ゲームギア
上記のセガ・マークIII/マスターシステム版とは異なり、グラフィックやBGMはゲームギア用に作られており、ミッションもオートマとマニュアルの2種類が選べる。1人プレイモードの他にCPUとの対戦モードや対戦ケーブルと2台のゲームギアを使用する、二人対戦プレイモードが可能。
2020年10月6日、セガ自らリリースしたゲームギアの復刻ゲーム機「ゲームギアミクロ」（の一つ「ブラック」）にプリインストールされた4作品の一つとして移植・収録された（ミクロの仕様により、対戦プレイ機能は未対応）。
ゲームボーイアドバンス
『セガ アーケード ギャラリー』に収録（日本未発売）。
ニンテンドー3DS
セガが2012年から展開している「セガ3D復刻プロジェクト」第2期第3弾として、3D立体視に対応、『3D アウトラン』のタイトルでダウンロード専売ソフトとしてリリース（後述する『アウトラン3-D』とは異なる）。Xbox版以来、9年ぶりの移植となった。
過去の「3D復刻プロジェクト」で実装されているオプション機能は概ね搭載。代表的なものは下記参照。
- アーケード筐体をプレイした気分を味わえる様に、操作に合わせて映像がローテートする「ムービング筐体モード」（筐体フレームは実際の筐体から3タイプを用意している）、実際の筐体からの動作音を再現する環境音設定。
- デフォルトの自車がテスタロッサではない赤い車に差し替えられ、一部一般車両のグラフィックがドリームキャスト版と同じグラフィックに変更されている。

3DS版独自に実装された新機能は以下のとおり。
- 自車のチューニング要素を追加。ゴールごとに4種類の特殊能力を持つパーツ（最初に搭載しているパーツごとに車の色が違う）が獲得でき、最終的には「パーツの全部乗せ」が可能となる。
  - 「コーナリング」- デフォルト車より急カーブ操作をしても滑りにくい。
  - 「バンパー」 - デフォルト車より他車と接触してもコースアウト・車体転倒しにくい。
  - 「エンジン」 - デフォルト車よりも最高速度が向上する。
  - 「タイヤ」 - 舗装道路以外（路肩）を走行しても速度が低下しない。

- 3DS版オリジナルのBGM「Cruising Line」「Camino a mi Amor」を2曲追加（作曲は移植を担当したエムツー所属のコンポーザーによるもの）。
- 一定の条件を満たすとアーケード版と同じ30fpsで描画するスペシャルモードが解放される（本作のノーマルモードの描写は基本的に60fpsで描画されている）。アーケード版と同じタイムカウントに関するバグも再現される。

2014年12月18日発売された『セガ3D復刻アーカイブス』にも収録。このアーカイブス版でセガサターン版から続いていた「1箇所残っていたギアガチャでのインカット不能箇所」が解消された。

### ホビーパソコン
Amiga
Amstrad CPC
Atari ST
MSX1
コモドール64
ZX Spectrum
上記すべてイギリスのU.S. Gold社からの発売。なぜかすべての移植でBGMの「MAGICAL SOUND SHOWER」のイントロ部分のテンポが悪く、ある程度のfps数を稼ぐため各キャラクターの単色化及び、ドット数ないし色数低減化を受けてリリースされている。
MSX2
ポニーキャニオン発売。セガマークIII版の移植だが、ハードウェアでラスタースクロール機能を持たないため、コースの描画をSCREEN 4によるBGの書き換えで行っている。音源はPSGのみに対応。
Windows 95/98
『セガアーカイブス フロム USA VOL.1』に収録。内容はGenesis〈北米版メガドライブ〉と同等）

### 携帯電話
iアプリ
EZweb
Yahoo!ケータイ

## 開発
ディレクターの鈴木裕は、従来のドライブゲームでは車同士がぶつかると爆発する演出が発生することが多かったため、映画『キャノンボール』（1981年）のように、ぶつかってもやり直しがきくおおらかな表現を目指したと、2022年のインタビューの中で話している。
当初は『キャノンボール』と同様にアメリカ大陸横断レースを題材しようとしていたが、行程の大半が砂漠だったことが判明したため、舞台をヨーロッパに変更した。
鈴木と企画の石井洋児らは開発に先立ち、ヨーロッパで約2週間のロケハンを行なった。
ドイツ・フランクフルトを出発し、ロマンティック街道を通り、アルプス山脈を越え、イタリア・ローマに到着するまでの行程をBMW 520で走行し、ルーフに取り付けたカメラで撮影した。
この際、ドイツの高速道路アウトバーンで190キロ以上のスピードを出したが、メルセデス・ベンツにあっさり追い抜かれたという。
いくつかのコースは取材先の地域をモデルとしているが、それだけでは不十分であるため、オランダの風車ように取材先以外の地域の要素を取り入れたコースもある。

### 筐体デザイン
セガのメカトロニクス部門のドライブゲーム用筐体の企画と石井たちの企画を合わせた本作の筐体は、フェラーリ・テスタロッサをモチーフとしており、同車種のデザインを表現するために、筐体のタイヤを後ろにし、横にフィンのモールドがつけられた。また、本物のスーパーカーに用いられることの多いモモのハンドルを付ける案もあったが、高価ということで却下された。

### 音楽
『ハングオン』では本格的なBGMが用いられた一方、本作においては軽やかなノリの音楽が用いられた。鈴木は2022年のインタビューの中で「当時の感覚ではテンポ150前後，8ビートの曲がドライブゲームにぴったりで，アクセルを踏みたくなるんです。[中略]こうしたイメージとゲームの内容を合わせて，ちょっとおしゃれなフュージョン系，16ビートの曲にして，テンポ150前後をキープして作ったんです。」と説明している。
技術面においては、基板に当時最新鋭のサウンドチップを搭載したことにより、同時発声数が『ハングオン』より増えたほか、音を反響させるためのスピーカーボックスも用意された。
アーケードゲーム版BGM（ゲームミュージック) は「MAGICAL SOUND SHOWER」、「SPLASH WAVE」、「PASSING BREEZE」の3曲で、レース開始前にカーラジオを模した表示画面で選択する。
このうち「PASSING BREEZE」は当初「過行く風」という意味を込めて「PASSING WIND」という名前にする予定だったが、セガ・オブ・アメリカの指摘によりこのフレーズが「おなら」を意味することが判明したため、現在の形に変更された。さらに、本来「PASSING BREEZE」と「SPLASH WAVE」はタイトルが逆で、製品化段階の手違いで今の形に入れ替わった。
※ 後年の移植時に追加されたオリジナルBGMについては、#移植版の各機種解説を参照。
これらBGMの楽譜は『マイコンBASICマガジン』に掲載された他、アルファレコードのGMOレーベルから発売されたサントラLP『セガ・ゲームミュージック VOL.1』などに付属していた。また、セガサウンド部門関係者を中心に結成されたゲームミュージックバンド「S.S.T.BAND」によるアレンジ曲のCDも、後にGMO関係者がポニーキャニオンから立ち上げたサイトロンレーベルより多数リリースされている。
なお、同社の『初音ミク -Project DIVA- Arcade』で、曲者Pが歌詞をつけた「MAGICAL SOUND SHOWER」がプレイできる。

### 筐体
アーケードゲームにおける筐体は全4種類が確認されている。 
- 可動タイプ

デラックス版とスタンダード版の2種類があり、日本で「体感ゲーム」として一般に知られるのはこちら。デラックス版は座席後部にテールランプやリアタイヤを模した意匠が施されている。ハンドル操作に合わせて筐体が左右に可動し、クラッシュやコースアウトの際にはガタガタ細かく揺れた。
- 非可動タイプ

スタンダード版に近い形状だが筐体にルーフ（屋根）が付きBOX型になっている「コクピット版」と、一般的なビデオゲーム筐体に近い、立ってプレイする小型の筐体「アップライト版」があった。アップライト版は輸出用であるため、日本国内ではあまり見かけられなかった。シフトノブが右に付いている。
すでに製造から数十年を経過していることもあり、日本の商業施設で実際にムービングする状態で稼働している筐体は少数になっている。デラックス版の場合、Web上では2019年5月の時点で1か所確認出来るのみとなっている。セガ自身は某所にある自社の専用倉庫にデラックスタイプを一般非公開で保管しているほか、コックピットタイプではあるが、かつてセガが直営していた「セガ秋葉原3号館」（2021年2月現在はGENDA SEGA Entertainmentが運営）で設置・稼働している実例が確認されている。

## 評価
アーケード版
ゲーム誌『ゲーメスト』（新声社）誌上で行われていた「第1回ゲーメスト大賞」において総合4位を獲得、その他にベストエンディング賞で5位、ベストグラフィック賞で5位、プレイヤー人気で1位、大型筐体ゲームベストインカムで1位を獲得した。
1991年にそれまで発売されていたアーケードゲーム全てを対象に行われた『ゲーメスト』読者の人気投票によるゲーメストムック『ザ・ベストゲーム』では11位を獲得、同誌では「当時のプレイヤーをうならせたのは、やはりリアルなグラフィックから伝わってくるスピード感と爽快感だろう」、「グラフィックの美しさ、コースを選べるといったゲーム性の高さ、操作性の良さなどが加わって、マニアから一般客まで非常に広い層に受け入れられる大ロングヒットとなった」と評している。
PCエンジン版
ゲーム誌『ファミコン通信』のクロスレビューでは7・6・8・5の合計26点（満40点）、『月刊PCエンジン』では85・70・70・80・80の平均77点（満100点）、『マル勝PCエンジン』では7・7・7・7の合計28点、『PC Engine FAN』の読者投票による「ゲーム通信簿」での評価は以下の通りとなっており、20.96点（満30点）となっている。また、この得点はPCエンジン全ソフトの中で265位（485本中、1993年時点）となっている。
| 項目 | キャラクタ | 音楽 | 操作性 | 熱中度 | お買得度 | オリジナリティ | 総合  |
| 得点 | 3.85       | 3.46 | 3.56   | 3.65   | 3.28     | 3.16           | 20.96 |

メガドライブ版
- ゲーム誌『ファミコン通信』のクロスレビューでは、合計30点（満40点）でシルバー殿堂入りを獲得している[31]。
- ゲーム誌『メガドライブFAN』の読者投票による「ゲーム通信簿」での評価は以下の通り21.42点（満30点）となっている[12]。

| 項目 | キャラクタ | 音楽 | 操作性 | 熱中度 | お買得度 | オリジナリティ | 総合  |
| 得点 | 3.66       | 3.35 | 3.69   | 3.74   | 3.59     | 3.39           | 21.42 |

- ゲーム本『メガドライブ大全』（2004年、太田出版）では、「本家の『アウトラン』から5年経ったくらいでは、数十万円の業務用ハードにメガドラが追いつけるはずもなく、正面きってタイマン張るのは酷である」、「質の落ちはあれど、名所を削ることなく再現。エンジン音はなくなったし、完全移植とはいかなかった。しかし、原作の高みに這ってでも近付こうとする、スタッフの心意気は確かに受け取れた」と評している[53]。

## 続編
- ターボアウトラン
  - 1989年発表。フェラーリ F40に自車が変更になり、シフトレバーに付いているターボスイッチ（旧アウトラン筐体からのコンバージョンの場合はスタートボタン）を押すと、一定時間急加速できるようになったのが特徴。他にもライバル車の存在や、中間地点でのパーツ交換によるパワーアップ（ハイグリップタイヤ、ハイパワーエンジン、スペシャルターボを選択可）などの新要素がある。旧アウトランの特徴のルート分岐はなくなった。
- アウトランナーズ
  - 1993年発表。このシリーズで初めて対人対戦と、性能の違う複数の車から自車の選択が可能になった。最大8人で競走できる。ルート分岐も復活した。
- アウトラン2
  - 2003年に正統続編として発表。フェラーリから正式にライセンスを取得して、8台の歴代の名車を実名で使用している。コースの両脇には2003年当時のフェラーリF1のスポンサーでもあるAMD、オリンパス、ボーダフォンとブリヂストンの看板が多数現れる。

## 関連作品
- 続編
  - ターボアウトラン（1989年）
  - アウトランナーズ（1993年）
  - アウトラン2（2003年）
  - アウトラン2SP（2004年）
- コンシューマーオリジナル作品

『アウトラン3D』、『バトルアウトラン』共に一部BGMがアレンジナイズ収録されている。
- 『OutRun 2019』・『アウトラン2SP』以外のコンシューマーオリジナル作品は（単品パッケージ商品としては）国内未発売。
  - アウトラン3D（1988年） - 海外SEGA MASTER SYSTEM用として発売。国内用マスターシステムのFM音源（またはFMサウンドユニットを装備したセガ・マークIII）にも対応。アナグリフ式の3Dゴーグルをつけてプレイすると立体映像に見える。隠しコマンドで3D効果を切って3Dゴーグルなしで縮退プレイできる。
なお日本版の発売も予定されていたが度重なる発売延期の後、発売中止。お蔵入りになってから数十年後の2014年12月18日、ニンテンドー3DSダウンロード専売ソフト『セガ3D復刻アーカイブス』（『3D アウトラン』を含めた「セガ 3D復刻プロジェクト」6ソフトを収録したオムニバスソフト）ボーナストラックの1つとして、このソフトが移植収録。晴れて国内で正式発売された（もう一つは『スペースハリアー3D』）。
  - バトルアウトラン（1989年） - 海外SEGA MASTER SYSTEM用。FM音源に対応し、内容的にはタイトー『チェイスHQ』ベースにパワーアップ要素をプラスしたもの。
  - アウトランヨーロッパ（1991年） - 海外SEGA MASTER SYSTEM用。アウトランシリーズの欧州ハードへの移植を担当していたU.S. Goldが欧州市場向けに発売した独自作品。バイク、ジェットスキー、モーターボートで移動。物語が進んだ段階で車に乗り換えられる。
  - OutRun 2019（1993年） - メガドライブ用。
  - OutRun 2006 Coast 2 Coast（2006年） - 海外Xbox、PS2、PSP、WinPC用。WinPC、Xbox、PSP版は日本版の本体でもプレイ可能。
  - アウトラン2SP（2007年） - PS2用。内容は『OutRun 2006 Coast 2 Coast』とほぼ同じ。
  - OutRun Online Arcade - 2009年（PSN、XBLA用。内容は『アウトラン2SP』とほぼ同じ。オンライン6人同時プレイ可能。